# رصدخانه بین‌المللی پرتو ایکس
رصدخانه بین‌المللی پرتو ایکس، (به انگلیسی: International X-ray Observatory) (IXO) یک تلسکوپ فضایی ملغی شدهٔ پرتو ایکس است که قرار بود در سال ۲۰۲۱ با تلاش مشترک ناسا، آژانس فضایی اروپا (ESA) و آژانس کاوش‌های هوافضای ژاپن (JAXA) راه‌اندازی شود. در ماه مهٔ سال ۲۰۰۸، ESA و ناسا با ایجاد یک گروه هماهنگی، با همکاری هر سه آژانس، با هدف بررسی یک مأموریت مشترک، ادغام پروژه‌های «XEUS» و Constellation-X، تشکیل دادند. این طرح آغازگر یک سری پژوهش‌ها مشترک برای IXO است. ناسا به دلیل محدودیت بودجه در سال مالی ۲۰۱۲ ناچار شد همکاری خود در ایجاد این رصدخانهٔ فضایی را لغو کند. با این حال آژانس فضایی اروپا (ESA) تصمیم گرفت این پروژه را به تنهایی در رابطه با توسعهٔ تلسکوپ پیشرفته برای اخترفیزیک با انرژی بالا که بخشی از برنامهٔ چشم‌انداز کیهانی ۲۰۱۵-۲۰۲۵ است خود دوباره راه‌اندازی کند.